# 下和知駅
下和知駅（しもわちえき）は、広島県三次市和知町にある、西日本旅客鉄道（JR西日本）芸備線の駅である。

## 歴史
- 1923年（大正12年）12月8日：芸備鉄道が塩町駅（現・神杉駅）から備後庄原駅まで延伸した際に和田村駅（わだむらえき）として開業[1]。
- 1925年（大正14年）2月1日：下和知駅（しもわちえき）に改称[2]。
- 1933年（昭和8年）6月1日：芸備鉄道の一部区間買収により国有化[1]。鉄道省庄原線の駅となる。
- 1936年（昭和11年）10月10日：庄原線が三神線に編入され、当駅もその所属となる。
- 1937年（昭和12年）7月1日：三神線が芸備線の一部となり、当駅もその所属となる。
- 1972年（昭和47年）9月1日：貨物取扱廃止[3]。無人駅となる[4]（簡易委託化）。
- 1987年（昭和62年）4月1日：国鉄分割民営化によりJR西日本に継承[1]。

## 駅構造
単式ホーム1面1線を有する地上駅。かつては島式ホーム1面と貨物用単式ホーム1面との3線であったが、旧貨物引入れ線1線とホーム1面とは撤去され，更に片側の線路（旧上り線）が撤去されて停留所構造となった。元々1線スルー構造だったため直線部のみ残した。
現在は三次鉄道部管理の無人駅となっている。駅舎は既に撤去されその跡地にブロック造りの待合所が設けられている。

便所は設置されていない。

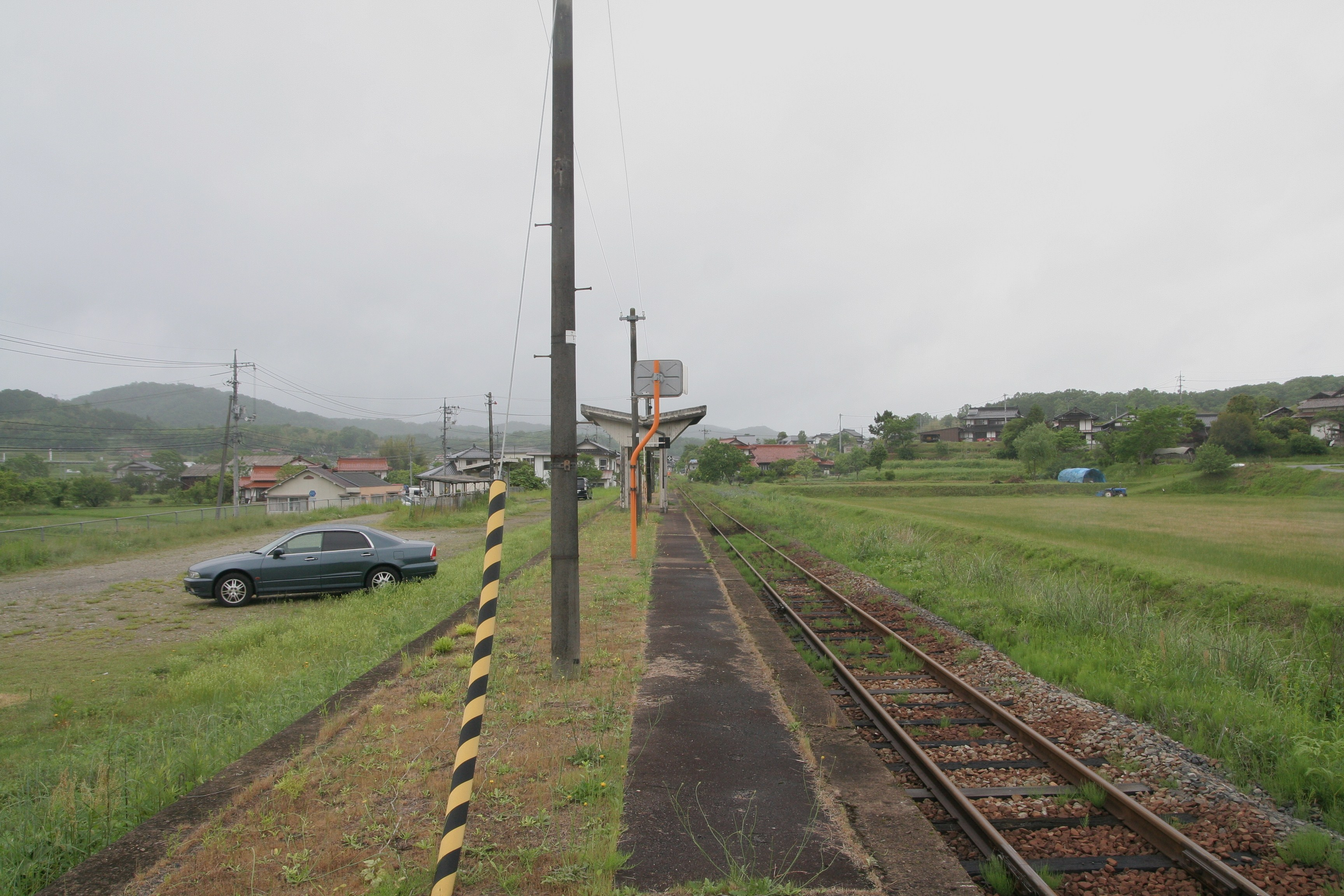
構内（2010年5月、当駅は標高約180mに位置する）

## 利用状況
1日平均乗車人員は以下の通り。
| 年度               | 1日平均 乗車人員 | 出典  |
| ------------------ | ---------------- | ----- |
| 1981年（昭和56年） | 17               |       |
| 2002年（平成14年） | 5                | [ 5 ] |
| 2003年（平成15年） |                  |       |
| 2004年（平成16年） |                  |       |
| 2005年（平成17年） |                  |       |
| 2006年（平成18年） |                  |       |
| 2007年（平成19年） |                  |       |
| 2008年（平成20年） |                  |       |
| 2009年（平成21年） |                  |       |
| 2010年（平成22年） |                  |       |
| 2011年（平成23年） | 6                | [ 6 ] |
| 2012年（平成24年） | 4                | [ 6 ] |
| 2013年（平成25年） | 3                | [ 6 ] |
| 2014年（平成26年） | 3                | [ 6 ] |
| 2015年（平成27年） | 5                | [ 6 ] |
| 2016年（平成28年） | 5                | [ 6 ] |
| 2017年（平成29年） | 6                | [ 6 ] |
| 2018年（平成30年） | 4                |       |
| 2019年（令和元年） | 3                |       |
| 2020年（令和2年）  | 3                |       |

## 駅周辺
- 国兼川
- 和田簡易郵便局
- 三次市立和田小学校
- 国道183号線
- 中国縦貫自動車道
- 中国横断自動車道尾道松江線
- 三次東ジャンクション
- 和知衝上断層の露頭
- 広島県立みよし公園
- 天良山，標高311.8m（茶臼山城址）
- 国広山，標高316.8m（国広山城址，龍王山城址，天城山城址，陣山城址，岩倉山城址）
- 陣山，標高298m（天良山城址，陣山墳墓群）
- 二ッ山城址
- 古城山城址（消滅）
- 野稲城址
- 和知八幡神社
- 和知白鳥遺跡(後期旧石器時代，古墳時代)[7]

## 隣の駅
西日本旅客鉄道（JR西日本）
 芸備線
山ノ内駅 - 下和知駅 - 塩町駅